# Beaulieu (Côte-d'Or)
Beaulieu é uma comuna francesa na região administrativa da Borgonha-Franco-Condado, no departamento de Côte-d'Or. Estende-se por uma área de 6,6 km². Em 2010 a comuna tinha 30 habitantes (densidade: 4,5 hab./km²).